# MTB-82
| MTB-82                        | MTB-82                                                                  |
| ----------------------------- | ----------------------------------------------------------------------- |
| MTB-82 in Moskau, 1959        |                                                                         |
| Stückzahl:                    | etwa 5000                                                               |
| Hersteller:                   | Werk Nr. 82 / Sawod imeni Urizkogo                                      |
| Baujahre:                     | 1945 bis 1960 oder 1961                                                 |
| Einsatzjahre:                 | 1945 bis 1975                                                           |
| Länge:                        | 10.365 mm                                                               |
| Breite:                       | 2615 mm                                                                 |
| Höhe (mit gesenkten Stangen): | 3670 mm                                                                 |
| Radstand:                     | 6000 mm                                                                 |
| Bodenfreiheit:                | 170 mm                                                                  |
| Wendekreis:                   | 12,7 m                                                                  |
| Leermasse:                    | 9,25 t                                                                  |
| Höchstgeschwindigkeit:        | 55 km/h                                                                 |
| Anfahrbeschleunigung:         | 1,1 m/s²                                                                |
| Motortyp:                     | DK-201 / DK-202B                                                        |
| Stromsystem:                  | 600 Volt Gleichstrom                                                    |
| Stundenleistung:              | 74, 80 oder 86 kW                                                       |
| Steuerung:                    | Schützsteuerung                                                         |
| Bremse:                       | Widerstandsbremse, direkt wirkende Druckluftbremse, Handfeststellbremse |
| Sitzplätze:                   | 38                                                                      |
| Stehplätze:                   | 48 (acht Fahrgäste je m²)                                               |

MTB-82 (russisch МТБ-82) ist die Bezeichnung eines sowjetischen Oberleitungsbustyps. Die Solowagen wurden ursprünglich vom Rüstungsbetrieb Sawod No. 82 (Завод №82, Werk Nr. 82) im Moskauer Vorort Tuschino entwickelt und hergestellt. Die Serienproduktion wurde 1951 an das zivile Unternehmen Sawod imeni Urizkogo, abgekürzt SiU, in der Oblast Saratow, RSFSR verlegt. Heute firmiert dieses Unternehmen unter dem Namen Trolsa
Die Baureihenbezeichnung setzt sich aus der Abkürzung für Moskauer TrolleyBus und der Nummer des Entwicklerbetriebs zusammen. Die Mitarbeiter der Verkehrsbetriebe gaben diesen Wagen den Spitznamen „Emtebeschka“, was in der russischen Sprache eine Verniedlichung der Abkürzung darstellt.
Das Sawod No. 82 entwarf den Typ im Jahr 1945, um den Bedarf der sowjetischen Verkehrsbetriebe an Oberleitungsbussen zu decken. Im Hinblick auf den zeitgenössischen Fahrzeugbau wies der MTB-82 konservative oder teilweise veraltete technische Lösungen auf. Zu ihnen zählten der schwere tragende Bodenrahmen mit abnehmbaren Wagenkasten und die nicht automatische Schützsteuerung. Die Baureihe galt als unbequem für Fahrer und Fahrgäste. Gleichzeitig besaßen sie aber eine einfache, robuste, langlebige Konstruktion und waren bei richtiger Durchführung der anspruchslosen Wartung zuverlässig. Diese Eigenschaften, gemeinsam mit der weiten Verbreitung und seiner langen Einsatzzeit machten den Entwurf wirtschaftlich erfolgreich. Nachdem das Werk Nr. 82 1951 die Rüstungsproduktion wieder aufnahm, setzte das SiU den Bau des Typs fort. 1960 konnte dieser Hersteller die Arbeiten am Nachfolgemodell SiU-5 vollenden. Daraufhin wurde die Produktion des MTB-82 im selben Jahr eingestellt.
Insgesamt bauten beide Hersteller etwa 5000 MTB-82, 3746 Einheiten davon SiU. Die Fahrzeuge verkehrten in vielen sowjetischen Städten und wurden auch in einige zentral- und osteuropäische Länder exportiert. Rund zehn Jahre nach dem Ende der Serienproduktion des MTB-82 begann sich die Zahl der einsatzbereiten Oberleitungsbusse dieses Typs schnell zu verringern. Die Lieferung zahlreicher SiU-5, später auch SiU-9 sowie Škoda 9Tr machte die Erhaltung der veralteten Fahrzeuge überflüssig, so dass die MTB-82 bis 1975 von den Straßen verschwanden. Einzelne Exemplare blieben als Museumsfahrzeuge oder technische Denkmäler erhalten.

## Geschichte

### Vorgeschichte

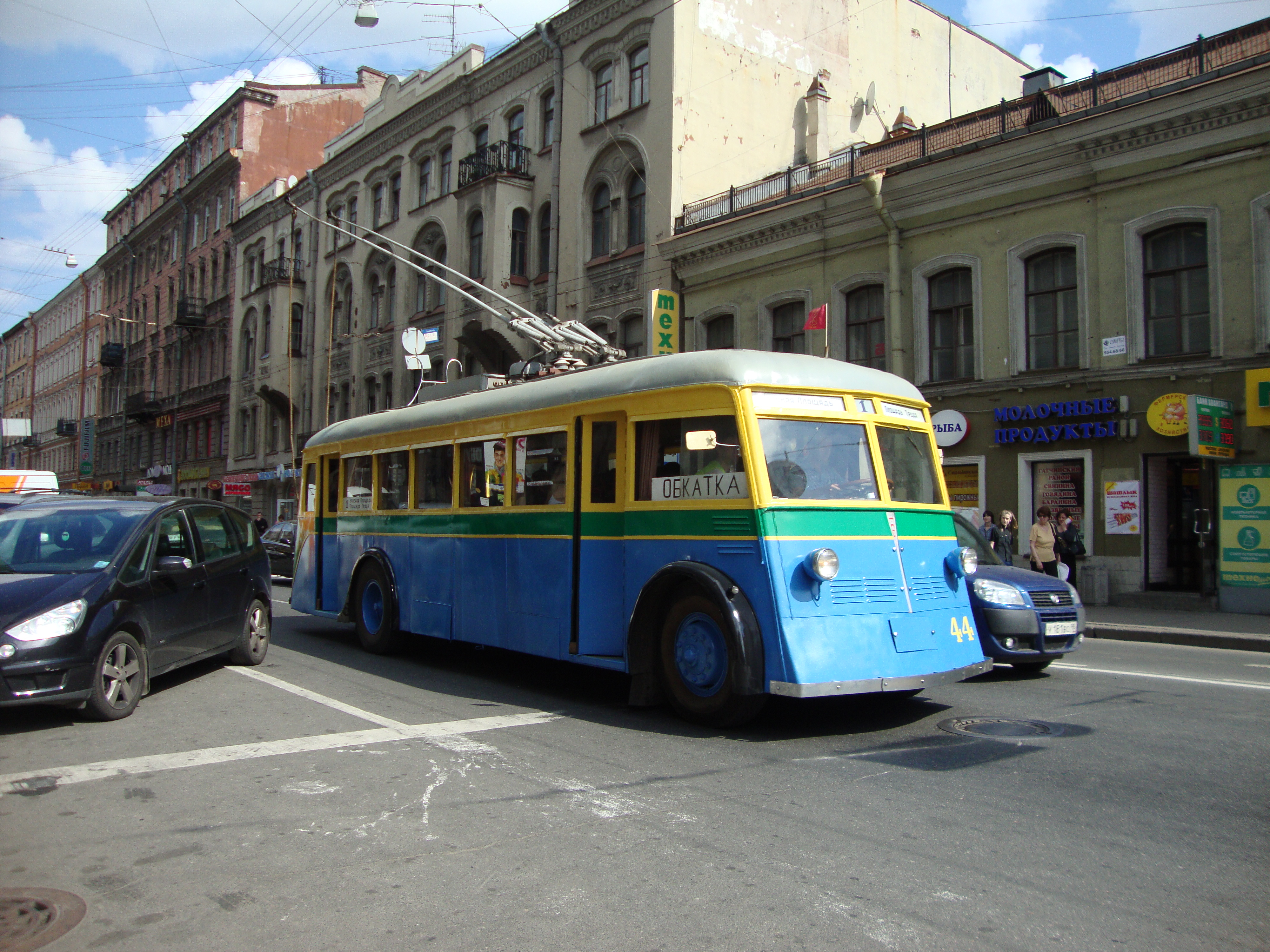
Der Oberleitungsbus vom Typ JaTB-1

Ab dem Jahr 1933 nahm in Moskau das erste O-Bus-Netz der Sowjetunion seinen Betrieb auf. Diese neue Art des öffentlichen Personenverkehrs fand schnell seine Anerkennung sowohl von der staatlichen Führung als auch auf Seiten der Fahrgäste. Noch vor dem Ausbruch des Großen Vaterländischen Krieges im Juni 1941 erschienen die Oberleitungsbusse auch in Leningrad, Rostow am Don, Kiew, Tbilissi, Charkow und Stalino. Selbst der Kriegsbeginn hielt diese Entwicklung nicht auf, in der Kriegsjahren wurden neue O-Bus-Betriebe in den Städten Baku, Kujbyschew, Tscheljabinsk, Swerdlowsk, Kirow, Alma-Ata und Odessa eröffnet. Die in Jaroslawl gefertigten Fahrzeuge der JaTB-Baureihe bildeten den Grundstock des sowjetischen O-Bus-Wagenparks. Ihre offizielle Bezeichnung war die Abkürzung von Jaroslawler Trolleybus. Es gab vier Modelle die in Serie produziert wurden: JaTB-1, JaTB-2, JaTB-3 und JaTB-4. Der JaTB-1 und der JaTB-2, sowie der meistgebaute JaTB-4 waren gewöhnliche Eindecker, wohingegen der in geringen Stückzahlen hergestellte JaTB-3 ein Doppelstockwagen war. Der Moskauer O-Bus-Betrieb besaß auch wenige importierte Fahrzeuge britischer Herkunft, sowie Wagen der früheren LK-Baureihe. Letztere war der erste in der UdSSR entwickelte und gefertigte O-Bus-Entwurf und litt an vielen technischen Mängeln.
In den Kriegsjahren wurde die gesamte O-Bus-Produktion gestoppt, die neuen Betriebe verwendeten aus Moskau abgezogene Fahrzeuge. Der ehemalige Hersteller der JaTB-Baureihe in Jaroslawl wurde mit Kriegsausbruch auf den Bau von Motoren und Artillerieschleppern umgestellt. Im Jahr 1943 zerstörte ein Angriff der Luftwaffe die Produktion fast völlig. Als der Krieg endete, kehrte das wiederaufgebaute Werk nicht zur O-Bus-Fertigung zurück, aber die in großen Städten eröffneten Verkehrsbetriebe hatten einen großen Fahrzeugbedarf. Als Lösung dieses Problems erließ die staatliche Führung den Befehl, die Herstellung von O-Bus-Fahrzeugen im Werk Nr. 82 im Moskauer Vorort Tuschino zu organisieren. In der Friedenszeit blieb diese Fabrik zeitweilig ohne Aufträge – die sowjetischen Luftstreitkräfte verfügten über eine ausreichende Anzahl von Kolbenmotorflugzeugen, aber die notwendigen Strahlflugzeuge befanden sich noch in den frühen Entwicklungsstufen und waren nicht serienreif. Also half dieser Beschluss der Industrie in zweifacher Weise: Einerseits wurde der Bau neuer O-Busse ermöglicht, gleichzeitig blieb das Werkspersonal beschäftigt.

### Entwicklung

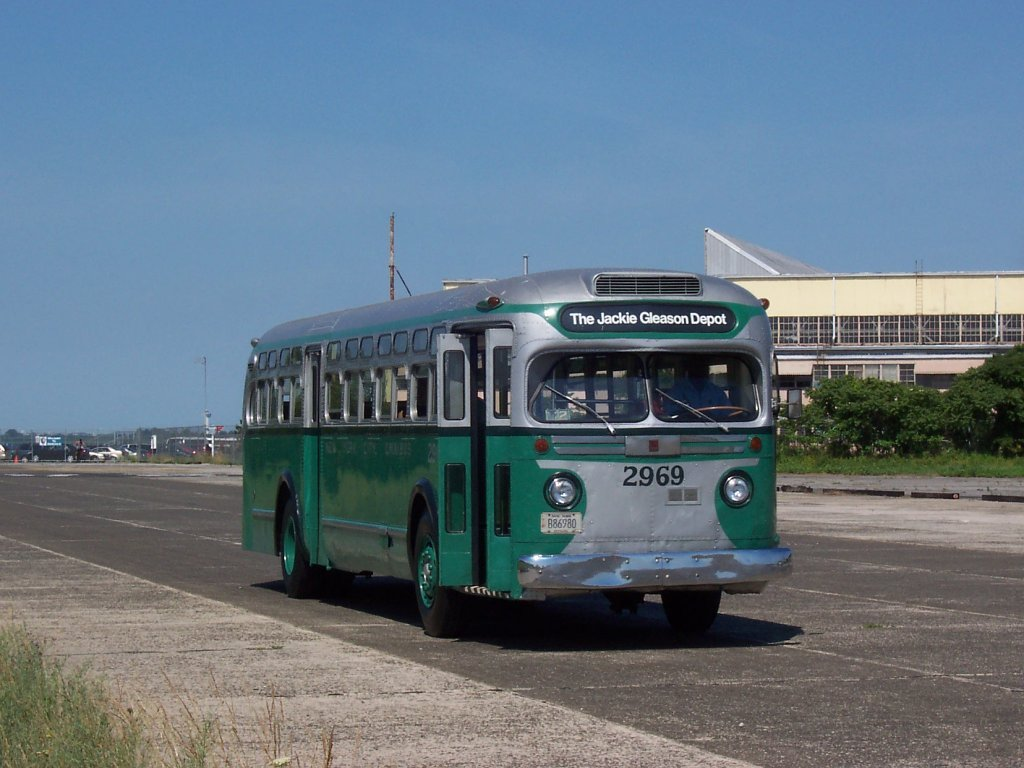
Der 1940 gebaute amerikanische Omnibus GMC TDH-5101 war ein Vorbild für die Formgebung

Die Entwicklung von zivilen Fahrzeugen wurde schon im Jahr 1944 wiederaufgenommen, wobei die damaligen Vorbilder aus den USA einen großen Einfluss auf das Denken der sowjetischen Konstrukteure ausübten. Die großen Lieferungen im Rahmen der Leih- und Pacht-Gesetze während des Krieges, die in den Vereinigten Staaten erworbenen Lizenzen für Motoren und weitere Geräte für die eigene Automobilindustrie, sowie die vielen dort arbeitenden Spezialisten bewirkten eine sehr starke Orientierung hin zur amerikanischen Ingenieurschule. Viele Besonderheiten der Fahrzeuge aus den Vereinigten Staaten wurden von der sowjetischen Industrie übernommen. Die US-amerikanischen Oberleitungsbusse waren ebenfalls Gegenstand eingehender Untersuchungen. Die fortschrittlichsten Modelle besaßen insbesondere geräumige selbsttragende Ganzmetall-Wagenkästen und eine elektrische Ausstattung mit automatischer Schützsteuerung. Jedoch waren in der Sowjetunion möglichst einfache und günstige Lösungen gefragt, die in kurzer Zeit produktionsreif werden konnten. Daraufhin ging beim Werk Nr. 82 das Fahrgestell des etwas modifizierten JaTB-5-Vorkriegsprototyps in Serie. Die Änderungen der Konstruktion an Bodenrahmen, Federung und Kraftübertragung im Vergleich mit dem ursprünglichen Entwurf waren für die Aufnahme eines neuen Wagenkastens ausgelegt. Die nicht automatische Schützsteuerung blieb unverändert in ihrer Wirkungsweise wie sie schon beim JaTB-4 realisiert wurde. Insgesamt kann die Kombination dieser technischen Komponenten als konservative beziehungsweise veraltete Konstruktion angesehen werden, aber für den sowjetischen O-Bus-Bau besaß sie einen fortschrittlichen Bestandteil – den Ganzmetall-Wagenkasten. Die Vorkriegsmodelle wie der JaTB-4, wurden mit einem sich schnell abnutzenden Holzwagenkasten ausgestattet. Die Außenformen orientierten sich am JaTB-4 mit seiner schrägen zweikantigen Front, die an ein Bügeleisen erinnerte.

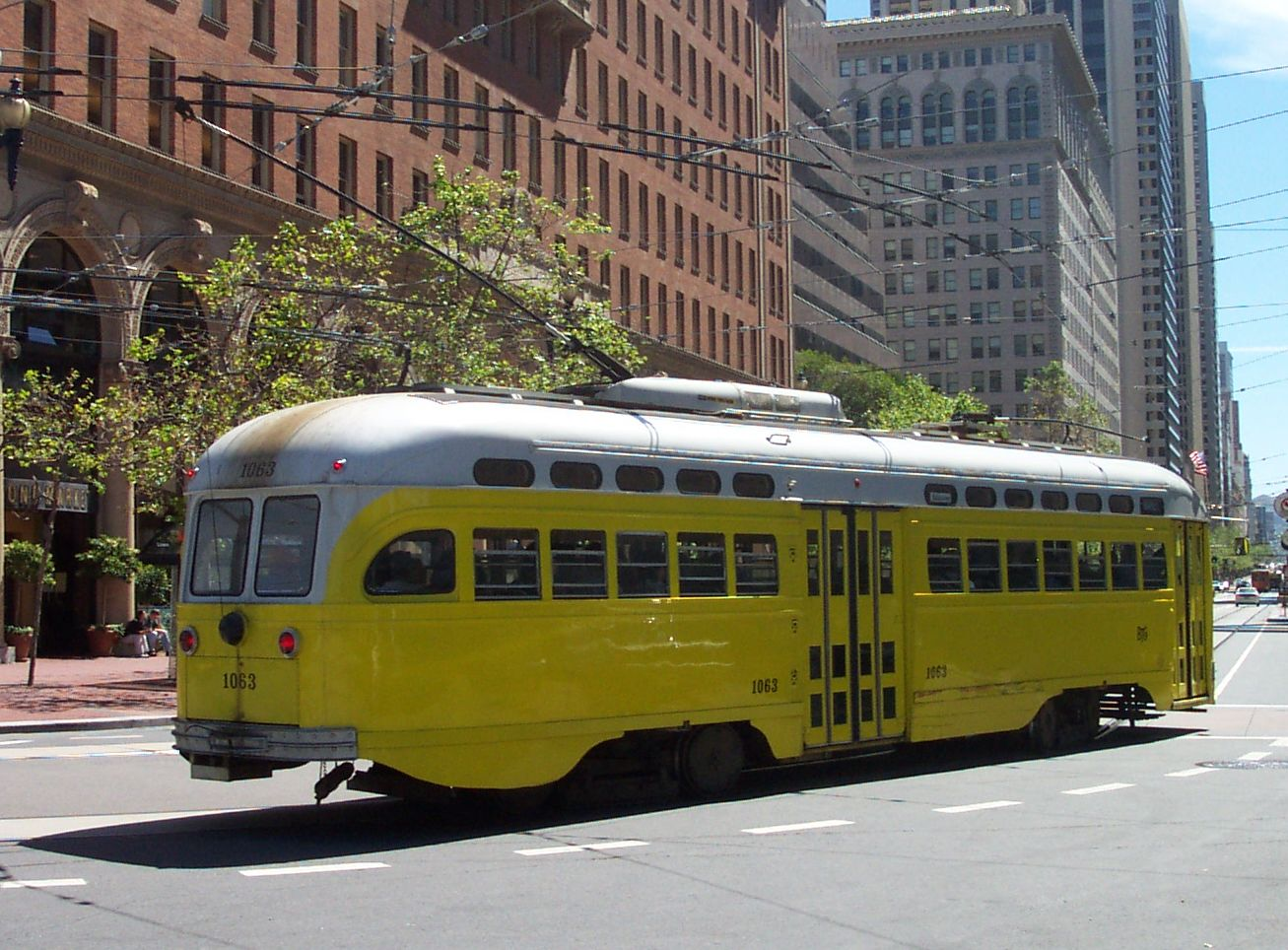
US-amerikanische PCC-Straßenbahn mit doppelter Fensterreihe

Die Seiten mit zwei Fensterreihen (große rechteckige für sitzende, kleine ovale für stehende Fahrgäste) und das Heck ähnelten denen der US-amerikanischen Busse oder PCC-Straßenbahnwagen der damaligen Zeit. Jedoch blieb der ausländische Einfluss auf die äußere Gestaltung begrenzt. Der Wagenkasten wurde aus einem leichten Gerüst und vernieteten Stahlplatten zusammengebaut. 1945 verließen schließlich die ersten in Serie produzierten MTB-82 das Werk Nr. 82.
Im nächsten Jahr stellte der Hersteller auf die nachfolgende und gleichzeitig letzte Variante, die Version MTB-82D um. Der Stahlwagenkasten des ursprünglichen MTB-82 wurde von den Ingenieuren als zu schwer betrachtet, deshalb wurde eine neue leichtere Ausführung mit einer Verkleidung aus Aluminiumplatten entwickelt. Dabei wurde das einem Bügeleisen ähnelnde Vorderteil durch eine senkrechte und flache Front ersetzt. Auch wurde die Leistung des Hauptmotors gesteigert und die entsprechende Einstellung der Schützsteuerung vorgenommen. Bis zum Ende der Serienproduktion im Jahr 1960 oder 1961 gab es keine weiteren Modifikationen des Entwurfs.

### Serienproduktion

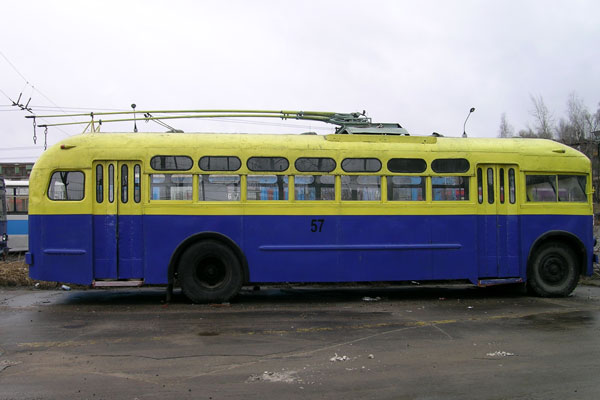
Seitenansicht

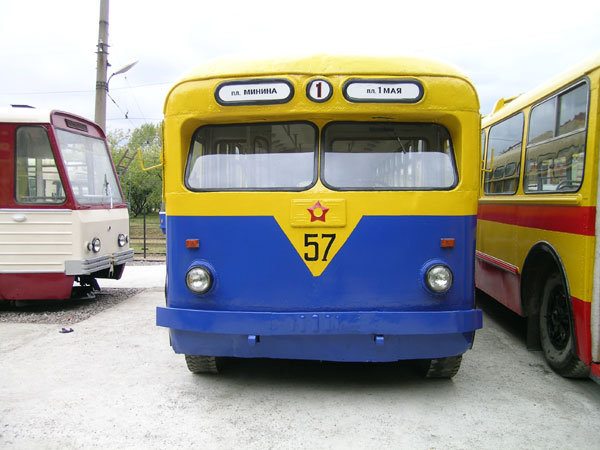
Frontpartie

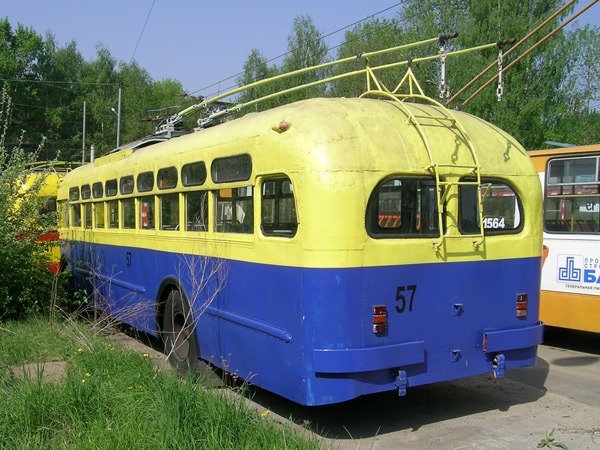
Heckpartie

Das Werk Nr. 82 organisierte recht schnell die Fertigung der Wagenkästen für den MTB-82. Bereits 1945 überstieg ihre Anzahl die Menge der für die Montage verfügbaren Fahrgestelle. Daher wurden vollständig zusammengebaute Wagenkästen für den Umbau der Vorkriegs-O-Busse des Typs JaTB-1, JaTB-2 oder JaTB-4 benutzt. Die Holzkarosserie wurde entfernt und alle mechanischen, pneumatischen und elektrischen Geräte des Fahrgestells umfassend instand gesetzt (aber ohne diese durch modernere Muster zu ersetzen). Nach diesen Arbeiten wurde der neue Wagenkasten auf dem renovierten Chassis installiert. Die direkt vom Werk Nr. 82 auf diese Weise modifizierten Oberleitungsbusse bekamen die Bezeichnung MTB-82M. Äußerlich unterschieden sie sich nicht von den „echten“ MTB-82. Einige dieser Karosserien wurden für ähnliche Aufrüstungen des alten Fuhrparks an andere Verkehrsbetriebe verkauft oder durch staatliche Unterstützung geliefert.
Eine andere Verwendung für die Wagenkastenteile fand sich mit dem Straßenbahntyp MTW-82. Das Straßenbahnfahrzeug war im Inneren grundverschieden zu dem O-Bus, dem er äußerlich glich, der MTW-82 wurde insbesondere nicht auf Basis des MTB-82 entwickelt. Das Moskauer Waggoninstandsetzungwerk SWARS entwarf unabhängig vom Werk Nr. 82 im Jahr 1945 den Bodenrahmen, die Drehgestelle sowie die pneumatischen und elektrischen Systeme des MTW-82. Erst nachträglich schlugen die Ingenieure eine ungewöhnliche Lösung zur Nutzung der in großen Mengen verfügbaren Wagenkastenteile des MTB-82 für das neue Straßenbahnfahrzeug vor. Sie versprach auch eine Einsparung bei den Herstellungskosten für beide Wagen. Die ersten Erfahrungen mit einer verlängerten O-Bus-Karosserie auf einem Straßenbahnfahrgestell waren nicht sehr erfolgreich – der flache und breite Bug führte zu Schwierigkeiten beim Zusammentreffen von zwei Fahrzeugen in den zahlreichen Gleisbögen auf den alten schmalen Straßen Moskaus. Um dieses Problem zu beheben, erhielt die meist gebaute Variante des MTW-82 eine schmalere Front mit schrägen Flächen hin zu den Seiten der Karosserie. Damit sank die Anzahl der gemeinsamen Wagenkastenteile. Dennoch wurden beiden Fahrzeuge im Werk Nr. 82 gebaut und teilten viele Komponenten der weiteren Ausrüstung, beispielsweise die Fahrgastsitze, die elektrische Heizung, Glühlampen nebst Deckenleuchten, der pneumatische Antrieb für den Scheibenwischer, einige Ventile, die Messgeräte und so weiter. Das war ein begünstigender Faktor für die oben erwähnte Einsparung.
Ende der 1940er Jahre erreichte das Werk Nr. 82 einen stabilen Produktionsausstoß von Straßenbahn- und O-Bus-Fahrzeugen. Im Hinblick auf die weitere Verbreitung beider Arten des öffentlichen Verkehrs während des Wiederaufbaus nach dem Krieg blieb die Nachfrage der sowjetischen Wirtschaft an solchen Fahrzeugen stetig und zunehmend. Aber die Spannungen in den internationalen Beziehungen zwischen den ehemaligen Alliierten im Zweiten Weltkrieg verschlechterten sich. Die sowjetische Regierung beschloss das Werk Nr. 82 wieder auf die Herstellung von Militärflugzeugen und Raketenwaffen umzustellen. Die Zivilproduktion sollte an anderen Betrieben abgegeben werden. Das Rischski Wagonostroitelny Sawod (Rigaer Waggonbauwerk, lettisch Rīgas Vagonbūves Rūpnīca, frühere Fenix AG) bekam den Auftrag für den Bau des MTW-82. Die Resolution des Ministerrates der UdSSR Nr. 1761 vom 28. Februar 1950 verpflichtete das Wagonostroitelny Sawod imeni Urizkogo (Waggonbauwerk „Moissei Urizki“) in der Stadt Engels die Großserienproduktion der O-Busse zu organisieren. Im August 1951 wurden die ersten dort gebauten MTB-82 an die Besteller ausgeliefert. Insgesamt wurden in diesem Jahr 21 Fahrzeuge fertiggestellt. Nach der Aufnahme der Fließbandfertigung konnte das Werk, inzwischen umbenannt in Sawod imeni Urizkogo (Urizki-Werk, kurz SiU), die Pläne erfüllen, um die geforderte Anzahl O-Busse für den Export und den eigenen Bedarf zu bauen.

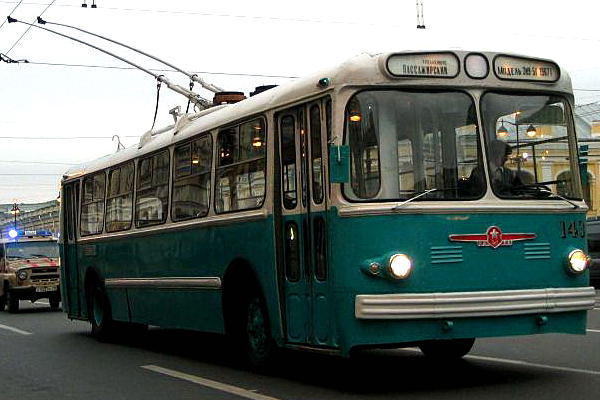
Der Nachfolgetyp SiU-5

Der Entwurf der vom SiU gebauten MTB-82 blieb unverändert, nur das T-förmige Emblem des Werks Nr. 82 wurde durch einen fünfzackigen Stern ersetzt. Es gab keine weiteren Verbesserungen an der Konstruktion des Fahrzeugs, alle Bemühungen wurden auf das vom Ingenieurkollektiv des SiU auszuarbeitende Projekt eines Nachfolgetyps konzentriert. Die Hauptinnovationen dieser neuen Entwicklung sollten ein geräumiger selbsttragender Wagenkasten und eine indirekte vollautomatische Schützsteuerung werden. Dieser Prozess verlief über einige Zwischenstadien und fand 1959 mit dem O-Bus SiU-5 sein Ende. Er wurde von der staatlichen Kommission für die Serienproduktion angenommen, auch wenn der Entwurf einige Kinderkrankheiten aufwies. Deren Behebung erfolgte noch während der Fertigung auf dem Montageband, aber die MTB-82 wurden weiter gebaut bis der SiU-5 in der Großserienfertigung ein annehmbares Niveau erreichte. 1960 erging die Anordnung vollständig auf den Bau des SiU-5 umzustellen, aber der Betriebsablauf war hinsichtlich des Verbrauchs der vorher gefertigten und gelagerten Ersatzteile „träge“. Fertiggestellte MTB-82 wurden auch für einige Zeit gelagert und noch nach dem Ende der Serienproduktion an O-Bus-Betriebe ausgeliefert. Als Folge wurden die letzten erst 1961 an ihre Empfänger geschickt. Insgesamt baute SiU 3746 Fahrzeuge dieses Typs.
Die Gesamtanzahl der gebauten MTB-82 ist nicht exakt überliefert. Die Dokumente des Rüstungsbetriebs Werk Nr. 82 unterliegen wahrscheinlich bis heute der Geheimhaltung, aus dem gleichen Grund erhielten die dort gebauten Straßenbahn- und O-Bus-Fahrzeuge kein Typenschild mit Fabriknummer. Auf Basis der geringen Kapazitäten und der Produktionsdauer im Werk Nr. 82 im Vergleich mit dem SiU wird die Gesamtproduktion auf 5000 Fahrzeuge geschätzt.

### Einsatz
Von 1945 bis einschließlich 1955 wurde der MTB-82 unter Überwachung der Zentralführung an alle damals existierenden sowjetischen Obusbetriebe geliefert. Erst in den letzten fünf Jahren der Serienproduktion erschien eine Alternative. 1955 begann das lokale Waggoninstandsetzungwerk SWARS in Moskau die Oberleitungsbusse vom Typ TBES zu bauen. Ab 1957 beteiligte sich die Kiewer Fabrik KSET an der Herstellung dieses Modells. Auch hatte die sowjetische Führung beschlossen, die tschechoslowakischen Fahrzeuge vom Typ Škoda 8Tr für einige O-Bus-Betriebe im Baltikum, der Westukraine und auf der Krim zu importieren. Schließlich kam im Jahr 1959 der SiU-5, Nachfolger des MTB-82 in der Großserienfertigung, in die Typenauswahl für den O-Bus-Fuhrpark sowjetischer Städte. Doch bis zum Ende der Produktion des MTB-82 war ihre Anzahl (so auch die der TBES und Škoda 8Tr) vergleichsweise gering. Nach der Ausmusterung der JaTB-Fahrzeuge blieb der MTB-82 in vielen Städten für ein Jahrzehnt oder länger der einzige Typ.
Die hohe Produktionszahl führte zur Dominanz des MTB-82 unter den O-Bus-Modellen in der UdSSR. Auch nach dem Beginn der Serienproduktion des SiU-5 blieb ihr Anteil noch recht lange bedeutend. In der UdSSR fuhren MTB-82 in folgenden Städten:
| - Alma-Ata (kas. Almaty) - Brjansk - Charkow (ukr. Charkiw) - Cherson - Dnepropetrowsk (ukr. Dnipropetrowsk) - Frunse, heute Bischkek - Gorki, heute Nischni Nowgorod - Jaroslawl - Kaliningrad - Kaluga - Kamensk-Uralski - Kasan - Kiew - Kirow - Kischinjow, (rum. Chișinău) - Krasnodar - Krasnojarsk | - Kriwoj Rog (ukr. Krywyj Rih) - Kutaissi - Lugansk (ukr. Luhansk) - Lwow (ukr. Lwiw, dt. Lemberg) - Kujbyschew, heute Samara - Leningrad, heute Sankt Petersburg - Minsk - Moskau - Nowosibirsk - Odessa - Omsk - Pensa - Perm - Riga - Rjasan - Rostow am Don - Saporoschje (ukr. Saporischschja) | - Saratow - Sewastopol - Stalingrad, heute Wolgograd - Stalino, heute Donezk - Swerdlowsk, heute Jekaterinburg - Tambow - Taschkent - Tbilissi (Tiflis) - Tscheljabinsk - Tschernowzy (ukr. Tscherniwzi, dt. Czernowitz) - Tschiatura - Tschkalow, heute Orenburg - Vilnius - Wladimir - Woronesch - Woroschilowsk, heute Altschewsk |

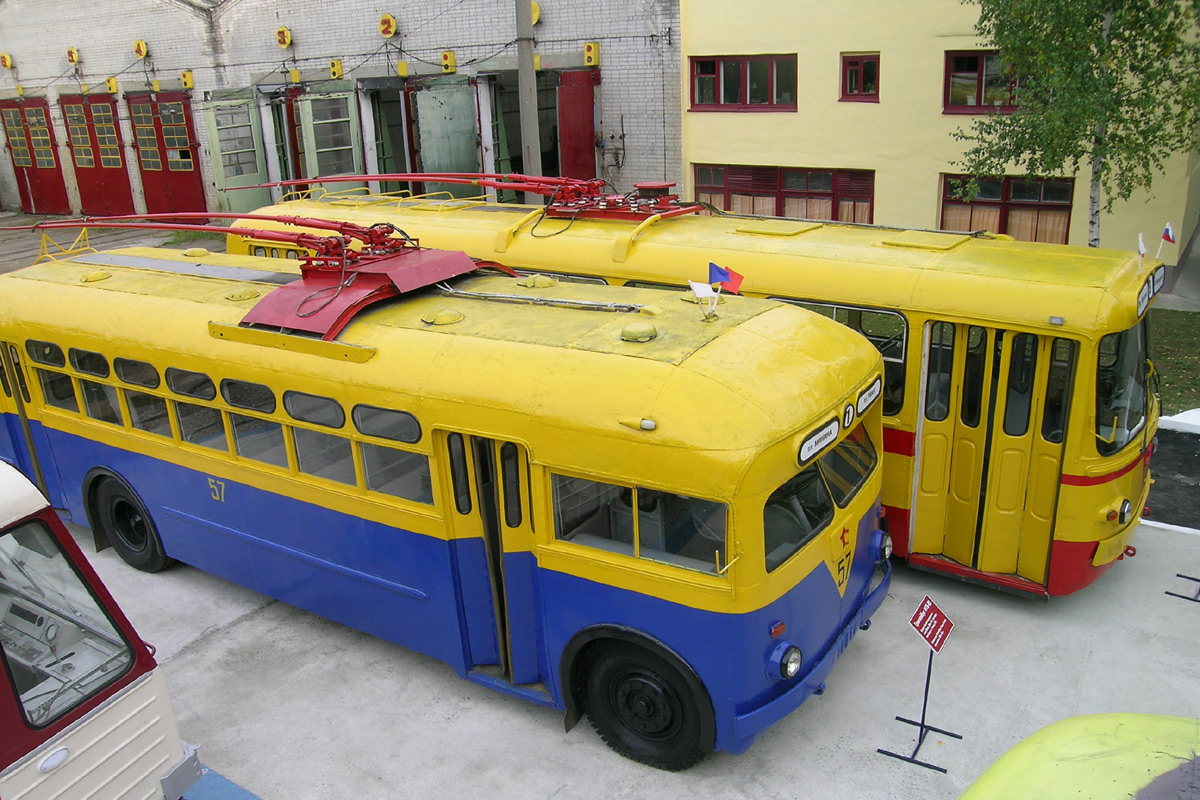
Ansicht der MTB-82- und SiU-5-Oberleitungsbusse von der Seite

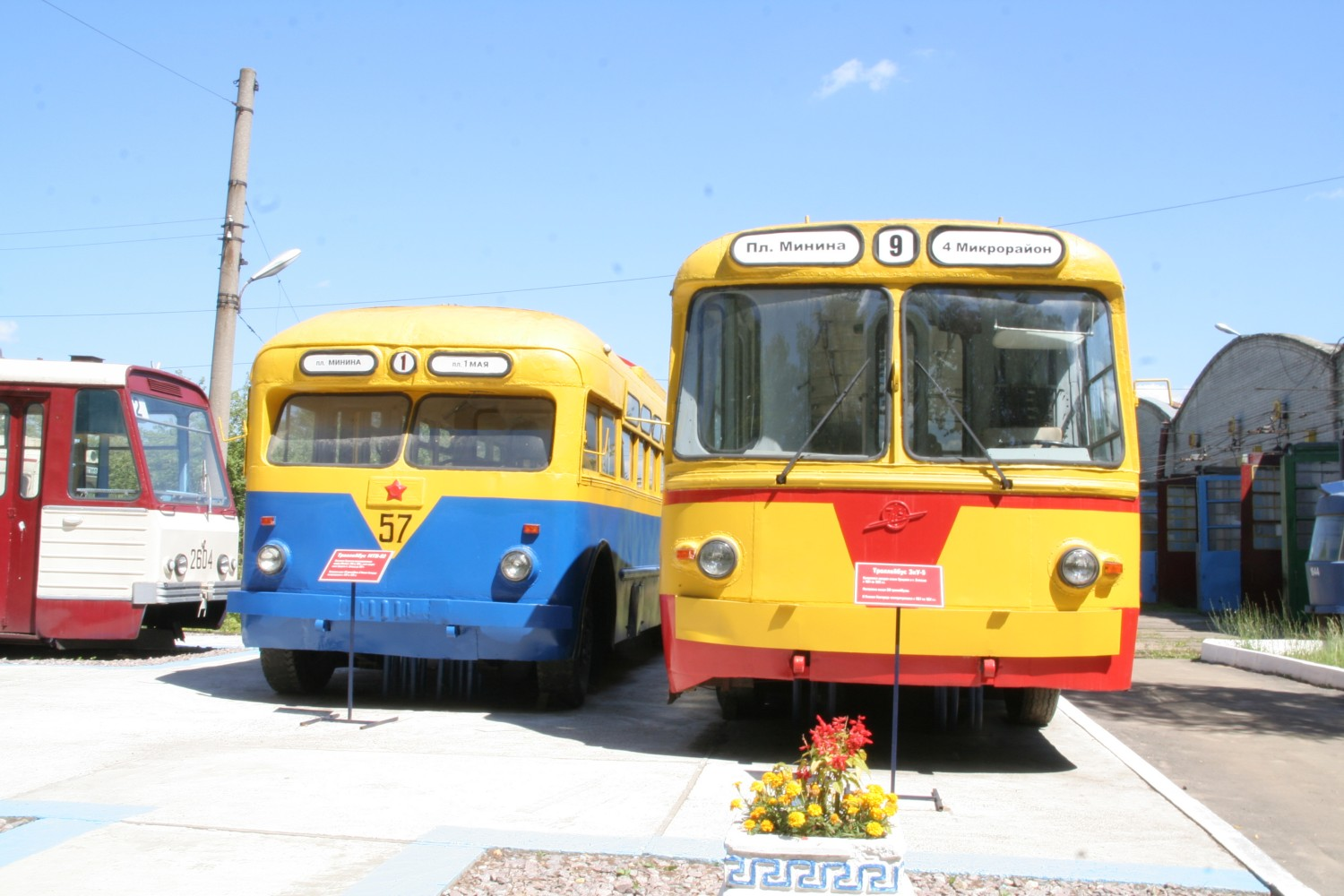
Frontansicht der beiden O-Bus-Typen

In vielen sowjetischen Städten begann mit diesem Typ in den Jahren 1947 bis 1955 der O-Bus-Verkehr. Auch einige Jahre später, nach der Einführung der neuen Typen, waren die MTB-82 immer noch zahlreich vertreten. In vielen Betrieben wurden sie in den 1960er Jahren allmählich durch die Typen SiU-5, 8Tr oder 9Tr ersetzt. Dabei war ihr technischer Zustand noch recht gut, ausgemustert wurden sie wegen ihrer technischen Rückständigkeit. Im Vergleich mit den Nachfolgemodellen waren sie aus Sicht der Fahrer und der Fahrgäste mit Nachteilen behaftet. Nur die Mechaniker waren damit unzufrieden, da der robuste und im Entwurf einfache MTB-82 bedeutend weniger Aufwand bei Wartung und Instandsetzung erforderte.
In einigen Fällen verkehrten die MTB-82 noch bis in die 1970er Jahre, bevor sie schließlich durch die übernächste O-Bus-Generation – den SiU-9 – ersetzt wurden. In der Regel war eine für andere O-Bus-Typen ungeeignete Infrastruktur eines Depots oder Instandsetzungwerkes Grund der längeren Indiensthaltung der MTB-82. Der SiU-5 und SiU-9 sowie die importierten Škoda-Fahrzeuge waren laut sowjetischer Klassifikation Oberleitungsbusse mit großer Fahrgastkapazität und hatten größere Abmessungen als der MTB-82, der als Oberleitungsbus mit mittlerer Fahrgastkapazität eingeordnet wurde. Im Ergebnis konnten Ausfahrten, Fahrzeughallen, Hebebühnen und Werkstattgruben, die für den MTB-82 ohne Auslegung für zukünftige größere Modelle gebaut worden, nicht einfach durch andere Fahrzeugen genutzt werden. Der notwendige Umbau der alten Betriebshöfe beziehungsweise die Errichtung neuer Gebäude erforderte finanzielle Unterstützung und Zeit. Eine solche Situation bestand zum Beispiel in Gorki, wo im isolierten Netzsegment im hochgelegenen Teil der Stadt erst 1972, nach dem Bau eines neuen Betriebswerks, die letzte Serie der SiU-5D neben den ersten SiU-9 den Verkehr beginnen konnte. Seit der Eröffnung des dortigen O-Bus-Depots im Jahr 1947 verkehrten dort nur die MTB-82. Jede Erweiterung dieses Netzsegments wurde von der Verlegung der alten Fahrzeuge dieses Typs aus dem O-Bus-Netz des Stadtteils Sormowo dorthin begleitet. In Sormowo wurden sie durch SiU-5 ersetzt, denn der dortige Betriebshof konnte mit dem neuen Fuhrpark arbeiten.
Auch gab es in einzelnen Städten mit relativ niedrigen Fahrgastaufkommen keinen Bedarf an Großraumwagen.

### Doppeltraktionen und Anhängerbetrieb
In aller Regel wurde der MTB-82 solo eingesetzt, vereinzelt kam er aber auch mit Anhängern zum Einsatz. Die ersten diesbezüglichen Versuche wurden mit ausgemusterten Omnibussen durchgeführt, die als nicht-motorisierte Beiwagen dienten. Anfang der 1960er Jahre verwendete man in Moskau und Tbilissi den Typ SiS-155 für diesen Zweck, auf der Krim den SiL-158, wohingegen in Leningrad MTB-82 ohne Motoren als Anhänger benutzt wurden.
Die damit gewonnenen Erfahrungen erleichterten die Entwicklung von Oberleitungsbusdoppeltraktionen. Im Juni 1966 wurde in Kiew versuchsweise ein MTB-82-Gespann gebildet, bei dem zunächst der zweite Wagen ohne Antrieb mitgeführt wurde. Dies führte jedoch zu einer Überlastung des Motors des führenden Fahrzeugs und machte die Entwicklung einer Vielfachsteuerung erforderlich. Diese stand ab September 1966 zur Verfügung und ermöglichte den Linieneinsatz der Doppeltraktion, der weltweit ersten überhaupt. Die Stromabnahme erfolgte durch das führende Fahrzeug, zudem mussten die Bremsen synchronisiert werden. Im Gegensatz zu späteren Zugbildungen mit anderen Typen konnten die 21,73 Meter langen MTB-82-Doppeltraktionen an den Endstellen für den Betrieb außerhalb der Hauptverkehrszeiten getrennt werden. 1967 entstand ebenfalls in Kiew eine weitere Doppeltraktion, die einer intensiven Erprobung unterzogen wurde.
Die Zusammenstellung weiterer Doppeltraktionen erfolgte beim KSET (russisch Киевский завод электротранспорта им. Дзержинского, abgekürzt КЗЭТ – deutsch Kiewer „Dserschinski“-Werk für elektrischen ÖPNV) das auch selbst Obusse baute. Von November 1967 bis Ende 1968 wurden dort weitere 47 Züge fertiggestellt, womit in Kiew insgesamt 49 MTB-82-Doppeltraktionen gebildet wurden. Die MTB-82-Doppeltraktionen wurden bis 1973 durch Škoda-9Tr-Doppeltraktionen ersetzt. Weitere serienmäßige MTB-82-Doppeltraktionen gab es nicht, 1970 stellte Moskau noch zu Versuchszwecken eine Doppeltraktionen zusammen.
Der Vorteil der Doppeltraktionen lag in der um circa ein Drittel höheren Beförderungskapazität gegenüber einem Gelenkwagen sowie dem geringeren Personalbedarf gegenüber zwei einzeln fahrenden Fahrzeugen. Gegenüber der Kombination aus O-Bus und Anhänger hatten die O-Bus-Doppeltraktionen den Vorteil der doppelten Motorisierung und der damit verbundenen besseren Fahrdynamik.

### Export
Der MTB-82 wurde auch in einige zentral- und osteuropäische Länder exportiert, darunter Bulgarien, Ungarn und Rumänien. In die bulgarische Hauptstadt Sofia kamen 1947 zehn Exemplare, ebenso erhielt Plowdiw welche. Der Oberleitungsbus Budapest erhielt in den Jahren 1949 bis 1952 insgesamt 53 Exemplare, sie trugen die Betriebsnummern T100 bis T152. An den Oberleitungsbus Bukarest wurden zur Betriebseröffnung im Herbst 1949 acht Wagen mit den Nummern 4001 bis 4008 geliefert. Fünf weitere Wagen gingen 1953 an den Oberleitungsbus Timișoara, sie wurden bereits 1964 wieder ausgemustert. Nach anderen Quellen verkehrten sie auch in Jugoslawien.

## Technische Beschreibung

### Bodenrahmen und Wagenkasten

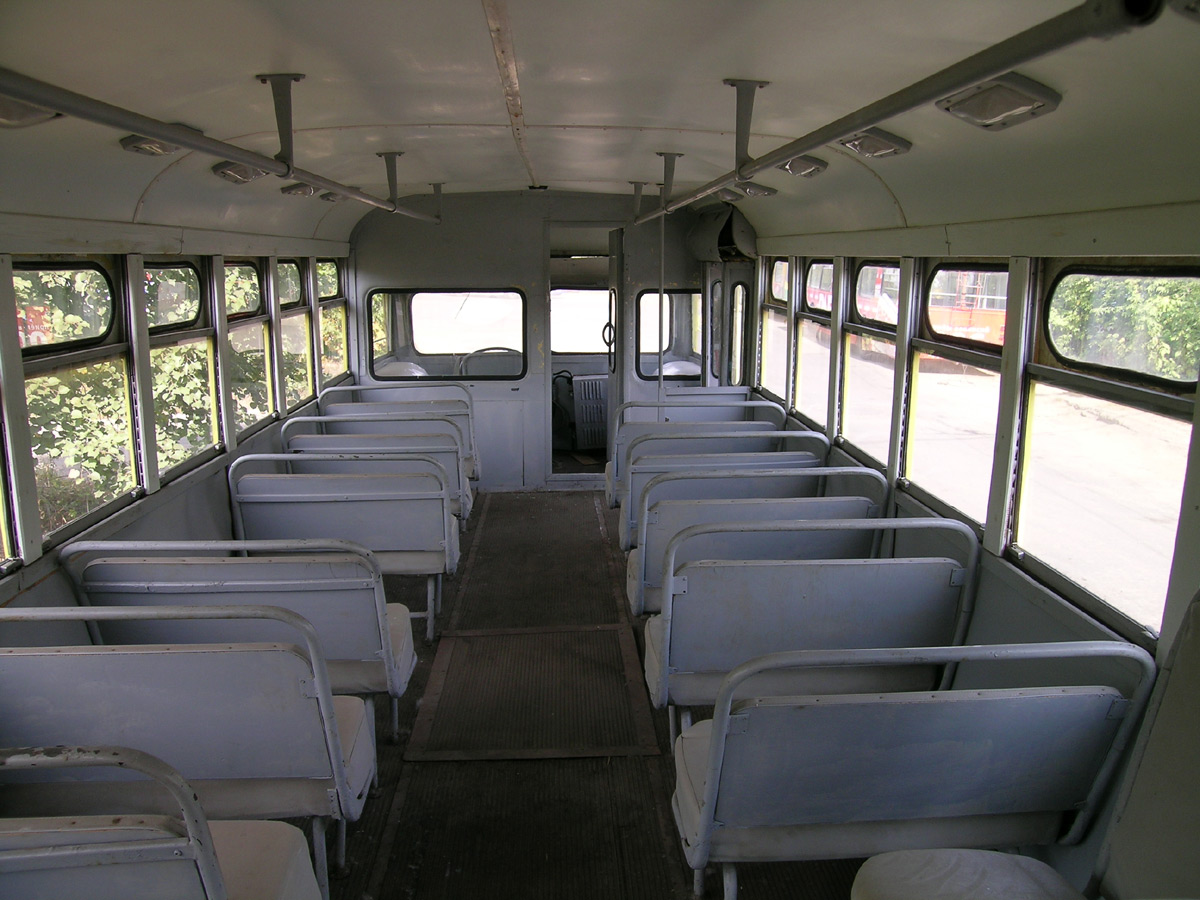
Der Fahrgastraum, Blickrichtung Führerstand

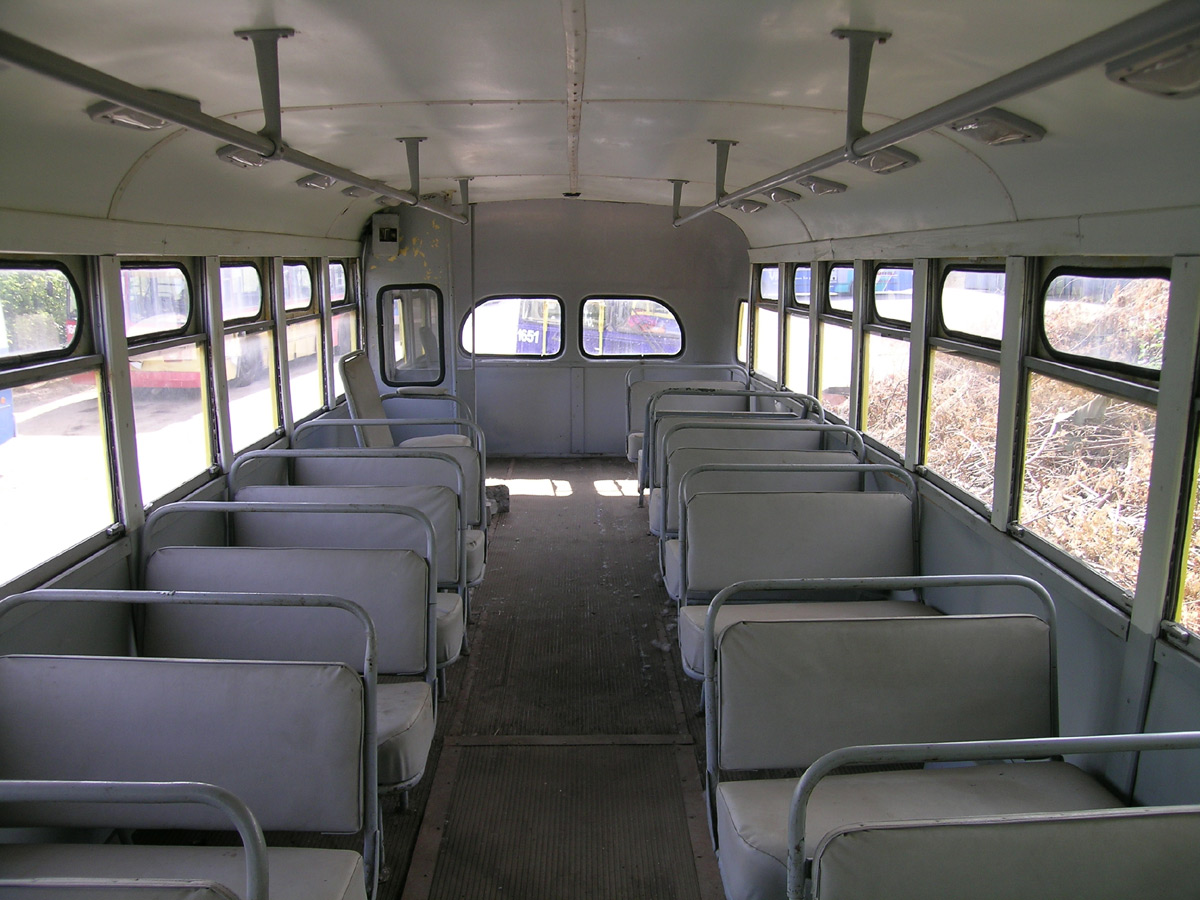
Der Fahrgastraum, Blickrichtung Heck

Der MTB-82D war ein Fahrzeug mit tragendem Bodenrahmen. Dieser war mittels geschweißter und vernieteter Verbindungen aus zwei Längs- und acht Querträgern sowie Abstützungen für verschiedene Geräte zusammengebaut. Gebogene Profilstähle bildeten die Längsträger, die Ausführung der Querträger hing von der jeweiligen Funktion ab. Die schweren Träger, die die feste Konstruktion des Rahmens gewährleisteten, waren gebogene Stahlrohre, hingegen unterstützten den Bretterbelag des Wagenkastens leichte Winkelstähle. Der massive Rahmen erfüllte hauptsächlich zwei Funktionen: Erstens nahm nur dieser statische und dynamische mechanische Belastungen auf und wirkte Verformungen entgegen. Zweitens wurden fast alle anderen wichtige Bauteile und Aggregate – der Wagenkasten, die gefederten Radachsen, der Hauptmotor, Anfahr- und Bremswiderstände, der Kompressor mit elektrischem Antrieb, die Luftbehälter und die weiteren pneumatischen Geräte sowie das Akkumulatorengehäuse an verschiedenen Punkten des Bodenrahmens befestigt.

Schematische Darstellung des Innenraums:
Gelb: Fahrgastraum mit Sitzplätzen
Grün: Fahrerkabine
Rot: Türbereiche
Rosa: Schaffnersitz

Der abnehmbare Wagenkasten des MTB-82D war ein komplett geschweißtes Gerüst aus gebogenen leichten Profilstählen verschiedener Dicken und Querschnitte. Dieses Gerüst wurde mit Aluminiumplatten verkleidet. Infolge der ungleichen Materialien in der Konstruktion des Wagenkastens wurden Gerüst und Platten miteinander vernietet. Die Verbindung der verschiedenen Metalle für den Aufbau (Aluminium als Verkleidung und Eisen im Stahl des Gerüstes) hätte eine galvanische Korrosion des Metalls mit dem höheren Standardpotential, also des Aluminiums, verursachen müssen. Aber es gab keine Beschwerden hinsichtlich dieser konstruktiven Lösung, der Wagenkasten war insgesamt ausreichend langlebig. Auf der Dachverkleidung wurde ein Gummiläufer angebracht, um die Gefahr des Abrutschens und eines Stromschlages für die Mechaniker bei Wartungsarbeiten zu verringern. Im Inneren erhielt der Wagenkasten eine Verkleidung aus lackiertem Furnierholz. Der Bretterboden wurde auf dem Bodenrahmen gedielt und besaß einen trittsicheren Gummibelag. Falls erforderlich, beispielsweise nach Unfallschäden, könnte der Wagenkasten durch einen neuen ersetzt werden.
Der Wagenkasten lässt sich in drei Teile gliedern: Fahrerkabine, Fahrgastraum und Unterflurraum. Der Bodenrahmen mit der daran angebrachten Ausstattung bildete den Unterflurraum. Für den Zugang zu diesen Teilen und Geräten befanden sich einige Luken und Wartungsöffnungen im Boden sowie eine Klappe in der linken Seitenschürze. Der Elektromotor war zwischen den Achsen positioniert, die Kraft wurde über eine Kardanwelle an die Hinterachse übertragen. Das Fahrzeug besaß hinter jeder der beiden Achsen einen Einstieg mit Falttür. Die Türantriebe waren in Gehäusen über den Einstiegen angebracht. Der Fahrerplatz lag links von der Mitte des Wagenkastens und wurde vom Fahrgastraum durch ein Schott mit Eingangstür abgeteilt.
Die Schütze des indirekten Steuerungssystems des Hauptmotors wurden in einem Gehäuse auf der linken Seite der Fahrerkabine installiert. Den Fahrgastraum bildeten der kleine vordere Türbereich bei der Fahrerkabine, der etwa größere Auffangbereich an der Hintertür, die Trittbretter, der leicht erhöhte Schaffnersitz, sowie die zweisitzigen gepolsterten Sitzbänke in 2+2-Bestuhlung mit Mittelgang. Der MTB-82 war somit für den Fahrgastfluss ausgelegt, der Einstieg erfolgte hinten. Einige Metallteile im Innenraum wie Griffstangen und Griffe wurden aus ästhetischen Gründen und zum Schutz vor Korrosion verchromt.
Von außen wurde der Wagenkasten des MTB-82D ab Werk in einem einzigen Schema lackiert: gelbes Dach, Oberteil mit einem „Zierspitz“ an der Front, blaues Mittelteil und Schürzen; der MTB-82D im Nischni Nowgoroder Museum besitzt eine solche Lackierung. Alle anderen Varianten waren Umlackierungen im Rahmen einer Instandsetzung in den verschiedenen O-Bus-Betrieben. Der „blaue Oberleitungsbus“, in meisten Fällen ein MTB-82, war in den 1950er Jahren typisch für sowjetische Städte. Er wurde zum Sinnbild dieser Zeit und fand Eingang in den Kulturbetrieb. So beispielsweise in der dokumentarischen und der Kunstfotografie, in Spielfilmen und im Werk des Dichters und Chansonniers Bulat Okudschawa.

### Mechanische Ausrüstung

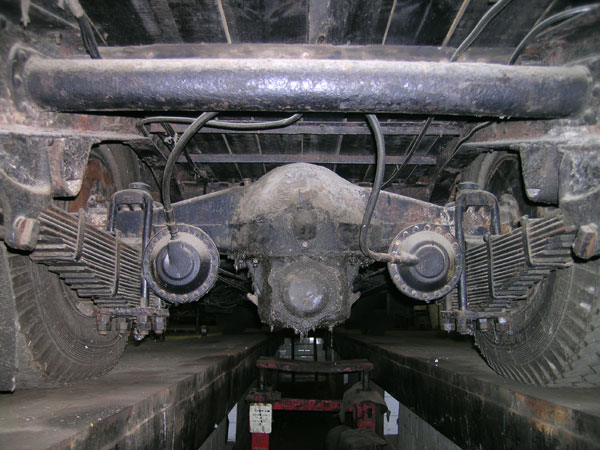
Die Hinterradachse des Oberleitungsbusses vom Typ MTB-82

Die mechanischen Teile der MTB-82 waren typisch für die in den 1940er und 1950er Jahren gefertigten Oberleitungsbusse. Zur Ausrüstung gehörten
- die Vorderachse mit Schneckenlenkung;
- die Antriebshinterachse mit dem Differentialgetriebe der im Fahrzeugbau seltenen Unterart des Schneckenradausgleichgetriebes;
- die Kraftübertragung vom Anker des Hauptmotors zum Differentialgetriebe aus Vorgelege und Kardanwelle;
- die Federung der Achsen am Wagenkasten – vier halbelliptische Blattfedern, zwei je Radachse;
- die Trommelbremsen an allen Rädern

Bei einer Bremsung wurde der Anpressdruck der Backen zur Trommel durch den pneumatischen Antrieb und Bremsrückzugfedern reguliert. Daneben gab es eine Handfeststellbremse mit Stangen und Hebeln für das Halten des Fahrzeuges auf abschüssigen Strecken. Die Verwendung der Handfeststellbremse während der Fahrt war nur im Notfall eines technischen Versagens des pneumatischen Bremsantriebes erlaubt.

### Elektrische Ausrüstung

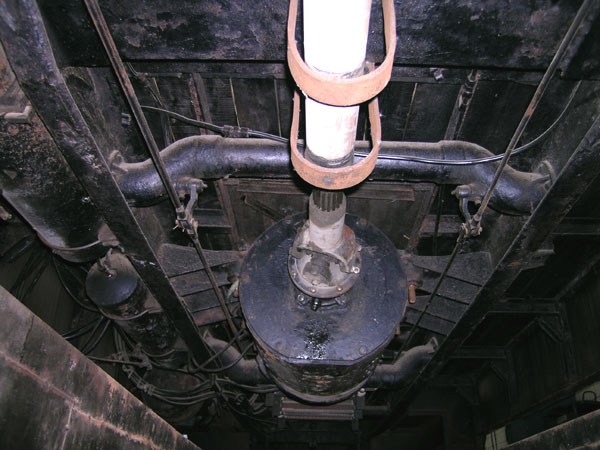
Der DK-202B-Hauptmotor eines MTB-82

Die elektrische Ausrüstung des MTB-82 lässt sich in Haupt- und Hilfsstromkreise gliedern. Das Fahrzeug erhielt die elektrische Energie über zwei konventionelle drehbare Stangenstromabnehmer ohne Retriever von einer zweipoligen Oberleitung. Es war für eine Netzspannung von 600 Volt Gleichstrom ausgelegt.
Die Fahrleitung diente als direkte Stromquelle für beiden Kreise. Der DK-201-Triebdoppelschlussmotor (DK-202B bei der Ausführung MTB-82D), die Anfahr- und Bremswiderstände, der Wendeschalter, der Leitungsschutzschalter, sowie die Schütze der Steuerungssysteme waren die für die Fahrt verantwortlichen Teile des Hauptstromkreises. Wichtige Komponente war auch ein sogenannter „Radioreaktor“. Diese Drossel diente in Reihe geschaltet der Funkentstörung, also der Vermeidung unerwünschter Hochfrequenzemissionen.
Neben dieser Ausrüstung gab es eine Reihe anderer Verbraucher und Geräte, die den Hilfsstromkreis bildeten:
- die Innenbeleuchtung des Fahrgastraums, die Außenbeleuchtung und Beleuchtung der Fahrerkabine;
- die Fahrtrichtungsanzeiger, Bremsleuchten und Hupe;
- der Kompressorantrieb;
- das Steuerungssystem für die Schütze des Hauptmotorkreises;
- die Heizung des Fahrgastraums;
- die Prüfmessausrüstung: Spannungs- und Strommessgerät;
- das Haltesignal vom Fahrgast oder Schaffner zum Fahrer;
- ein Satz Schmelzsicherungen zum Überstromschutz der Geräte im Hilfsstromkreis.

Auch diese Ausrüstung wurde über die 600-Volt-Stromquelle betrieben. Einige der Komponenten arbeiteten mit relativ niedrigen Spannungen, z. B. die Glühlampen der Innenbeleuchtung des Fahrgastraums, sowie die Steuerungskreise der Schütze, ausgelegt für eine Arbeitsspannung von 100–120 Volt. Trotzdem besaß der MTB-82 kein von der Oberleitung elektrisch abgetrenntes Untersystem für die Versorgung dieser Verbraucher mit der entsprechenden Spannung. Stattdessen wurden sie in Reihe oder durch Vorwiderstände geschaltet, so dass die Spannung ausreichend reduziert wurde. Im Falle eines Spannungsausfalls in der Oberleitung, dem Abspringen der Stangenstromabnehmer von den Drähten oder beim Halt mit gesenktem Stangenstromabnehmer wurde die Funktionsfähigkeit des Teils dieser Geräte durch Akkumulator-Batterien unterstützt. Eine Notfahrt mit Hilfe der Batterie war auch für sehr kurze Distanzen nicht möglich.
Dieser Aufbau des Hilfsstromkreises hatte zwei bedeutende Nachteile. Erstens war er nicht vollständig gefahrlos im Falle einer starken Überspannung im Bordnetz des Fahrzeuges. Mögliche Ursachen für solche Unglücke waren Blitzeinschläge oder auf O-Bus-Stromlinien fallende Hochspannungsfernleitungen. Der elektromagnetische Leitungsschutzschalter besaß eine gewisse Reaktionszeit und konnte nicht augenblicklich die inneren Stromkreise des Oberleitungsbusses von der gefährlichen Spannung trennen. Vor der Abschaltung ohne galvanische Abtrennung von der Oberleitung konnte der starke Strom die Niederspannungsgeräte beschädigen oder sogar zerstören. Zweitens wandelten die eingebauten Vorwiderstände Leistung lediglich in Wärme um, was damit den Wirkungsgrad der Verbraucher insgesamt verringerte.
Hauptbestandteil der elektrischen Ausrüstung des MTB-82 war der Fahrmotor vom Typ DK-201 mit 74 Kilowatt Nominalleistung, beziehungsweise 80 oder 86 Kilowatt starke Typ DK-202B bei der Unterbaureihe MTB-82D. Beide Varianten waren Gleichstrommaschinen und Doppelschlussmotoren mit Kollektor. Mit dem Pedalfahrschalter regulierte der Fahrer gestuft die Stromstärke in den Läufer- und Feldwicklungen des Motors und steuerte folglich die Beschleunigung beim Anfahren des Oberleitungsbusses und seine Fahrgeschwindigkeit. Dieses Gerät war Kern der indirekten Schützsteuerung des MTB-82. Die Position des Brems- und Fahrpedals bestimmte die Ein- und Ausschaltungen der Schütze, also die Stromstärke in den verschiedenen Kreisen des Hauptmotors und damit dessen Operationsmodus. Aber der Fahrer sollte selbst die richtige Sequenz der Stellgrößen bei der Beschleunigung, Fahrt mit gleichbleibender Geschwindigkeit oder Abbremsung beachten. Der Fahrschalter besaß zwar einige Schutzvorrichtungen gegen irrtümliche Aktionen, z. B. gegen den gleichzeitigen Brems- und Fahrpedaldruck, doch funktionierte er nicht automatisch, also blieb die Regelung der Umdrehungen und Drehmoment des Fahrmotors für dessen gefahrlosen Betrieb Aufgabe des Fahrers. Es gab 11 Anfahr- und drei Bremsstufen in dem Gerät; nur die 8. und 11. Anfahrstufe war für die unbegrenzte Nutzung bei konstanter (mittlere bzw. hohe) Geschwindigkeit geeignet. Der elektrische Kreis bei der 11. Anfahrstufe wurde speziell dazu ausgelegt, bei Überschreitung einer Geschwindigkeit von mehr als 55 km/h die Umdrehungen des Ankers des Fahrmotors nicht weiter ansteigen zu lassen. Der Anker war durch ein Vorgelege und Kardanwelle mit der Hinterachse verbunden, faktisch wurde damit eine Form der Rekuperationsbremse realisiert, bei der die überschüssige kinetische Energie des Fahrzeuges in elektrischen Strom, zurückgespeist in die Oberleitung, umgewandelt wurde. Also wurde die Höchstgeschwindigkeit des MTB-82 auf 55 km/h begrenzt. Beim eigentlichen Bremsen wirkten Motor und Widerstände durch eine spezielle Schaltung als elektrodynamische Bremse. Das Fahrzeug konnte damit im Notfall auch bei fehlender Spannung im Stromnetz bis auf fünf bis zehn Kilometer in der Stunde abbremsen, der vollständige Stillstand wurde über die Hand- oder Druckluftbremse erreicht. Die Widerstandsbremse war jedoch im Unterschied zu Straßenbahnfahrzeugen infolge ihrer auf die Hinterachse beschränkten Wirkung nur ein Hilfsmittel. Der Hauptbremsmechanismus des MTB-82 arbeitete pneumatisch.

### Pneumatische Ausrüstung

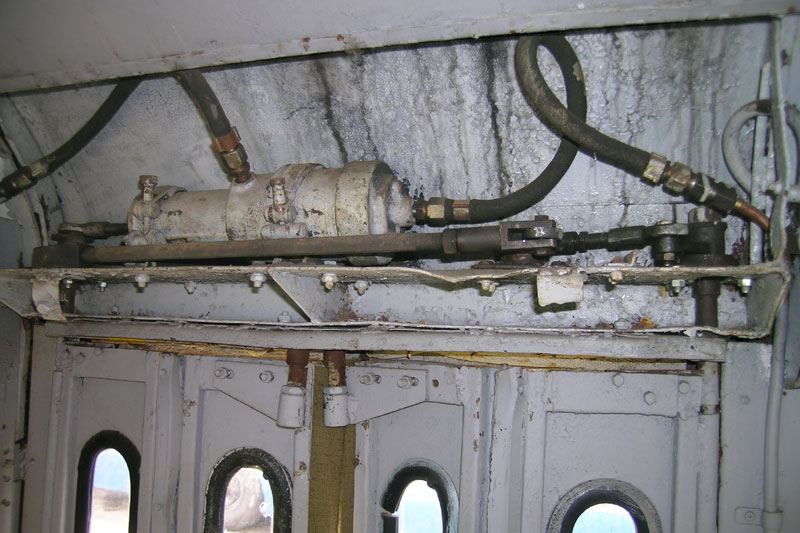
Der pneumatische Türantrieb im Oberleitungsbus vom Typ MTB-82

Die MTB-82-Oberleitungsbusse besaßen pneumatische Systeme für den Betrieb der Bremsanlage, sowie der Türantriebe und der Scheibenwischer. Zu dieser Ausrüstung gehörten ein Kompressor (angetrieben von einem Elektromotor), ein Luftfilter, ein Manometer, drei Luftbehälter, eine Hauptluftleitung mit elektropneumatischem Druckregulator, sowie mechanische Sicherheits- und Rückschlagventile. Der normale Betriebsdruck lag im Bereich von 4 bis 6 Atmosphären. Das Sicherheitsventil war für das Notabblasen im Falle eines gefährlichen Anstiegs des Luftdrucks über acht Atmosphären infolge des Versagens des Druckregulators bestimmt. Die Rückschlagventile im pneumatischen System dienten der Aufrechterhaltung des Luftdrucks bei einem Druckverlust durch das undicht geschlossene Auslassventil des ausgeschalteten Kompressors. Hinzu kamen weitere Ventile, feste Stahlrohre, flexible Verbindungsgummischläuche und die erwähnten Druckluftabnehmer.

## Unterbauarten
Der MTB-82 wurde in drei Varianten produziert:
- Das Grundmodell MTB-82, in einigen Quellen auch MTB-82A genannt. Diese Variante ist an ihrer schrägen zweikantigen Frontpartie erkennbar. Hauptmerkmale waren der stählerne Wagenkasten und der Motor vom Typ DK-201 mit 74 Kilowatt Leistung.
- Die meistgebaute Unterart MTB-82D. Diese Variante hatte einen Wagenkasten mit Aluminium-Verkleidung sowie eine senkrechte und flache Front. Der Motor wurde durch die stärkere Ausführung DK-202B mit 80 oder 86 Kilowatt Leistung und entsprechender Anpassung der Steuerungskreise ersetzt.
- Die Modernisierung alter Fahrzeuge der Typen JaTB-1, -2, oder -4, bezeichnet als MTB-82M. Bei dieser Variante wurden MTB-82 beziehungsweise MTB-82D-Wagenkästen auf ein instandgesetztes JaTB-Fahrgestell aufgebaut. Äußerlich unterschieden diese Umbauten sich nicht von den Serienwagen.[2][3]

Nur in sehr kleinen Stückzahlen existierte das Sondermodell MTB-82WSChW für die frühere O-Bus-Linie auf Gelände der All-Unions-Landwirtschaftsausstellung, dem heutigen Allrussischen Ausstellungszentrum. Diese Variante war im Vergleich zur Standardausführung etwas komfortabler. So wurde beim Fensterband die Kombination aus rechteckiger Scheibe unten und ovaler oben zwecks besserer Sicht durch eine einzige große Scheibe ersetzt. Die obere Kante der Fensterreihe war mit Glühlampen verziert.
Verschiedene Maschinenbaufabriken, O-Bus-Betriebe und Instandsetzungswerke stellten ebenfalls dem MTB-82 ähnelnde Oberleitungsbusse her. Manchmal verwendeten sie Ersatzteile von echten MTB-82 in ihren Konstruktionen. Das Gorkier Werk Nr. 21, ein Produzent von Jagdflugzeugen, baute zum Beispiel im Jahr 1947 einen Oberleitungsbus als Geschenk für die Stadtbewohner. Mit diesem, dem MTB-82 sehr ähnelnden Fahrzeug, wurde der O-Bus-Verkehr in der Stadt eröffnet, aber es war unzuverlässig im Betrieb und mit einer Million Rubel viermal teurer als die Serienwagen aus Tuschino. Diese Eigen- oder Umbauten werden jedoch nicht als MTB-82-Varianten betrachtet. Darüber hinaus rüstete auch das Moskauer Instandsetzungwerk SWARS gebrauchte JaTB-Obusse unter Verwendung von MTB-82-Ersatzteilen auf, diese Fahrzeuge wurden als MTB-10 bezeichnet.

## Entwurfsanalyse
Die Bewertung des Entwurfes unterscheidet sich von verschiedenen Standpunkten gesehen. Wie oben erwähnt, war der MTB-82 von der technischen Seite gesehen bereits bald nach seinem Erscheinen überholt. Die für O-Busse der 1930er Jahre typische Kombination aus massivem Bodenrahmen mit abtrennbarem leichten Wagenkasten und einer nicht-automatischen Schützsteuerung veraltete im nächsten Jahrzehnt. Dann erschienen neue konstruktive Lösungen, die bereits in elektrisch angetriebenen Fahrzeugen der 1950er Jahre breite Verwendung fanden. Zusätzlich zu den durch den Grundaufbau bedingten Nachteilen besaß der MTB-82 eine Reihe weiterer negativer Merkmale. Ihrer Ursprung hatten sie in der Entwicklungsphase. Die schwerwiegendsten technischen Mängel waren:
| Kennwerte                           | MTB-82D   | LOWA W 601 |
| Baujahr(e)                          | 1946–1960 | 1951       |
| Länge in Metern                     | 10,4      | 10,4       |
| Sitzplätze                          | 38        | 29         |
| Stehplätze bei 8 Fahrgästen/m²      | 48        | 45         |
| Masse samt Zuladung, Tonnen         | 15,6      | 16,0       |
| Leistung, kW                        | 80        | 120        |
| Leistung/Masse mit Fahrgästen, kW/t | 5,1       | 7,5        |

- Die große Leermasse in Verbindung mit der unzureichenden Leistung des Hauptmotors. So hatte der geräumigere SiU-5 bei 11,8 Metern Länge eine Leermasse von etwa 9,8 Tonnen im Vergleich mit 9,2 Tonnen und 10,4 Metern beim MTB-82. Die dem MTB-82 hinsichtlich Gewicht und Fahrgastkapazität ähnelnden zeitgenössischen DDR-Obusse von LOWA der Baureihe W 601/W 602 besaßen einen leistungsstärkeren Hauptmotor (siehe Tabelle).
- Das Fehlen einer Servolenkung. Gemeinsam mit dem vorherigen Mangel machte das die Arbeit des Fahrers sehr ermüdend.[3]
- Das Fehlen von Niederspannungsstromkreisen. Die Schütze wurden durch einen Hilfskreis mit einer Spannung von 100 Volt ein- und ausgeschaltet, aber dieses Untersystem war nicht elektrisch vom Hochspannungskreis mit 600 Volt getrennt. Als Ergebnis bediente der Fahrer einen Fahrschalter, der mit einer gefährlichen Spannung arbeitete. Im Störungsfall bestand die Möglichkeit eines elektrischen Schlags oder eines Brandes.[2]
- Die Schützsteuerung des Hauptmotors funktionierte nicht automatisch und lediglich zwei Fahrstufen waren für die unbegrenzte Nutzung bei konstanter Geschwindigkeit geeignet. Falsches Schalten beim Beschleunigen und besonders das lange Fahren in ungeeigneten Schaltstufen konnte zur Überhitzung und Beschädigung der Anfahrwiderstände führen. Im schlimmsten Fall konnte es zu Bränden kommen. Daher sollte der Fahrer einige Erfahrung besitzen, um den MTB-82 gefahrlos zu lenken, für Anfänger war das Fahrzeug nicht einfach und sicher zu führen.[2]
- Der unverhältnismäßig große Führerstand konnte im Winter nur schlecht beheizt werden. Ehemalige Arbeiter des O-Bus-Betriebs Nischni Nowgorod erinnerten sich, dass der Fahrer bei Frostwetter einen großen Pelzmantel tragen sollte, den Straßenverkehr beobachtete er durch einen Schlitz der vereisten Frontscheibe neben dem schwachen Heizgerät. Sie verglichen diese Erfahrung mit dem Fahren eines Panzers. Die Arbeit unter solchen rauen Bedingungen war insbesondere sehr schwer für die zahlreichen Fahrerinnen des Betriebes.[20]

Aus Fahrgastsicht war der MTB-82 ebenfalls nicht komfortabel:
- Die schmalen Türen und der sehr kleine vordere Türbereich verhinderten einen schnellen Fahrgastwechsel, insbesondere für Personen mit sperrigem Gepäck oder Kinderwagen. Der schmale Durchgang zwischen den Sitzplätzen erschwerte die Bewegung innerhalb des Fahrgastraums und auch die Arbeit des Schaffners.[2][3]
- Die kleinen Fenster, die tiefe Decke, sowie die enge Bestuhlung führte bei großgewachsenen Menschen zu Unbehagen. Da auch keine Beschallungsanlage zur Verfügung stand, bereitete bei großem Andrang das Erkennen der gewünschten Ausstiegshaltestelle mitunter Schwierigkeiten.[2]

Unabhängig davon war der MTB-82 vom Standpunkt des Verkehrswesen in den späten 1940er Jahren ein bedeutender Erfolg. Er übertraf bezüglich der Kapazität fast alle anderen sowjetischen Oberleitungsbusse, Kraftomnibusse und Straßenbahnwagen, ausgenommen nur die vierachsigen Straßenbahn-Großraumwagen der Typen LM-33 und MTW-82. Doch die Serienproduktion des LM-33 wurde im Jahr 1941 beendet, dieses Modell verkehrte nur in Leningrad. Sein Nachfolger, der LM-49, erschien 1949 und war ab Mitte der 1950er Jahre auch für andere Städte erhältlich. Der MTW-82 war in diesem Zeitraum noch nicht weit verbreitet und forderte viel mehr Geldmittel, Rohstoffe und Aufwand in der Produktion im Vergleich mit dem MTB-82.
| Kennwerte                                      | MTB-82D         | JaTB-4A         | Ch/M              | KM/KP                | LM/LP-33          | GAS-03-30            |
| Verkehrsmittel                                 | Oberleitungsbus | Oberleitungsbus | Straßenbahn       | Straßenbahn          | Straßenbahn       | Omnibus              |
| Baujahre                                       | 1946–1960       | 1938–1941       | 1928–1941         | 1929–1935, 1945/1946 | 1933–1941         | 1933–1941, 1945–1950 |
| Typ                                            | Solobus         | Solobus         | Zug aus Tw und Bw | Zug aus Tw und Bw    | Zug aus Tw und Bw | Solobus              |
| Achs- oder Radformel                           | 4 × 2           | 4 × 2           | Bo+2              | Bo'Bo'+2'2'          | Bo'Bo'+2'2'       | 4 × 2                |
| Länge in Metern                                | 10,4            | 9,3             | 9,8 + 9,8         | 12,6 + 12,6          | 15,0 + 15,0       | 5,3                  |
| Sitzplätze                                     | 38              | 35              | 24 + 24           | 38 + 38              | 49 + 52           | 16                   |
| Stehplätze bei acht Fahrgästen je Quadratmeter | 48              | 13              | 76 + 90           | 48 + 62              | 129 + 150         | nicht vorgesehen     |
| Leermasse, Tonnen                              | 9,25            | 7,64            | ?                 | ?                    | 22,2 + 16,2       | 2,3                  |
| Leistung, kW                                   | 1×80            | 1×74            | 2×50              | 4×40                 | 4×40              | 1×37                 |
| Leistung/Gewicht ohne Fahrgäste, kW/t          | 8,6             | 9,7             | ?                 | ?                    | 4,2               | 16,1                 |

| Kennwerte                                      | MTB-82D         | KTM/KTP-1         | MTW-82         | SiS-154   |
| Verkehrsmittel                                 | Oberleitungsbus | Straßenbahn       | Straßenbahn    | Omnibus   |
| Baujahre                                       | 1946–1960       | 1947–1961         | 1947–1961      | 1946–1950 |
| Typ                                            | Solobus         | Zug aus Tw und Bw | Solotriebwagen | Solobus   |
| Achs- oder Radformel                           | 4 × 2           | Bo+2              | Bo'Bo'         | 4 × 2     |
| Länge in Metern                                | 10,4            | 10 + 10           | 13,6           | 9,5       |
| Sitzplätze                                     | 38              | 16 + 15           | 40             | 34        |
| Stehplätze bei acht Fahrgästen je Quadratmeter | 48              | 100 + 108         | 140            | 26        |
| Leermasse, Tonnen                              | 9,25            | 12,5 + 8          | 17,5           | 8,1       |
| Leistung, kW                                   | 1×80            | 2×50              | 4×55           | 1×83      |
| Leistung/Gewicht ohne Fahrgäste, kW/t          | 8,6             | 4,9               | 12,6           | 10,2      |

Unter den Gegebenheiten der Nachkriegszeit erwies sich der Mangel an ausgebildeten Fachpersonal als Problem für die Wirtschaft des ganzen Landes. Hier bewährte sich die einfache sowie robuste und langlebige Konstruktion der MTB-82. Wurde die anspruchslose Instandsetzung richtig durchgeführt, war die Technik gleichzeitig zuverlässig. Diese Eigenschaft erlaubte den Betrieb auch ohne hochqualifizierte Mechaniker. Gleichzeitig schätzten dies viele Instandsetzungsarbeiter sowie einige die Wartung selbst durchführende Fahrer, was diese auch über die unbestreitbar vorhandene Mängel des MTB-82 hinwegsehen ließ.
Insgesamt bestätigen diese Faktoren zusammen mit der weiten Verbreitung des MTB-82 und ihrer langen Einsatzzeit den Erfolg des Entwurfs unter wirtschaftlichen Gesichtspunkten.

## Erhaltene Fahrzeuge

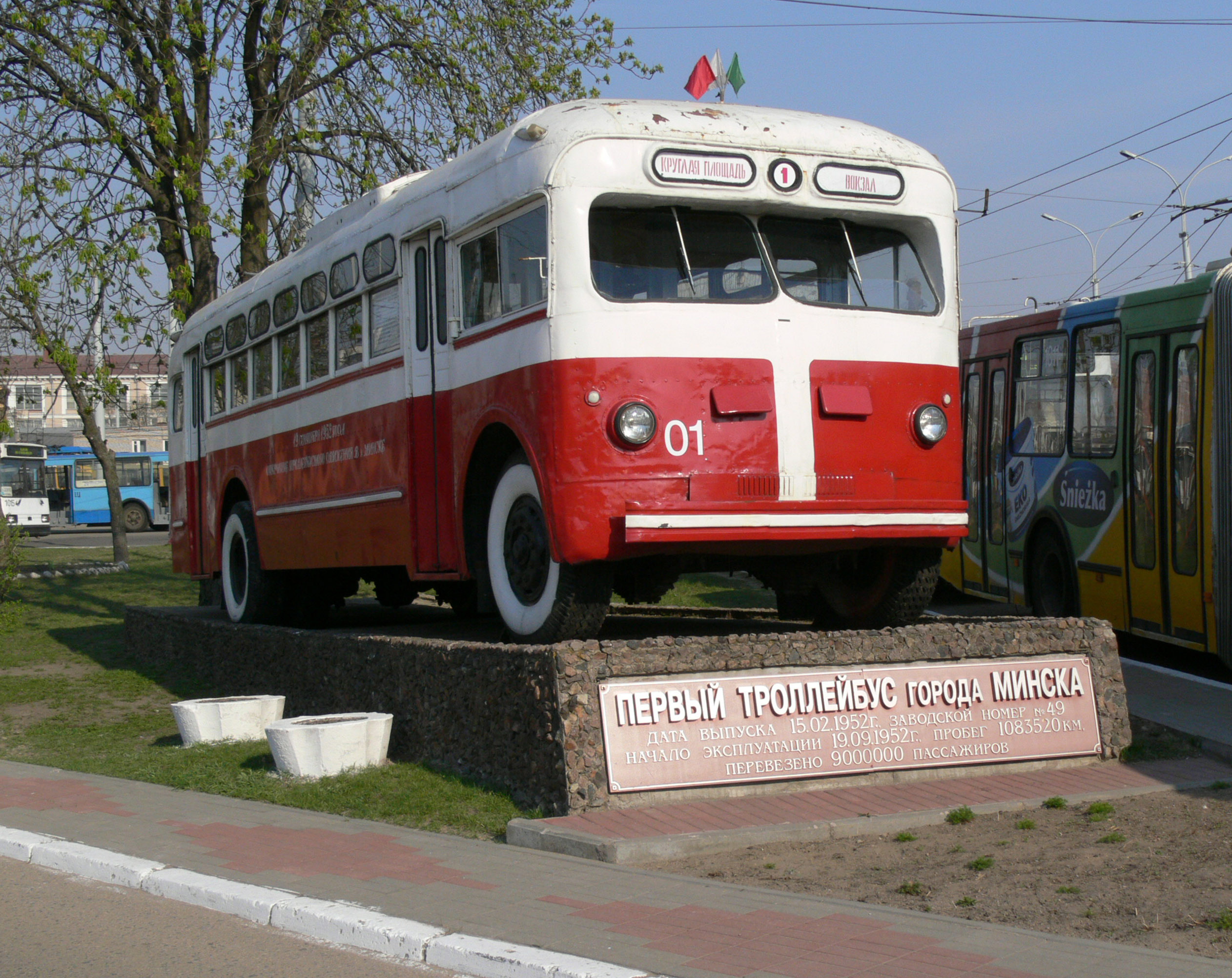
Der erste Oberleitungsbus der Stadt Minsk, ein MTB-82D, als technisches Denkmal im O-Bus-Betriebshof Nr. 1

Ein Teil der ausgemusterten MTB-82 wurde nicht sofort verschrottet, sondern als Schuppen, Gartenlaube oder Bauwagen weiterverwendet, wie am Beispiel eines Exemplars in der Sperrzone von Tschernobyl. Auch bauten einige Verkehrsbetriebe einzelne Fahrzeuge in gutem Zustand zu Arbeitswagen für Dienstzwecke um. So entstanden Lehrfahrzeuge, mobile Reparaturwerkstätten oder Personalkantinen. 
Aufgrund ihrer Bedeutsamkeit in der Geschichte des sowjetischen Transportwesens begannen zudem einige Organisationen und Verkehrsfreunde mit der Aufarbeitung von Fahrzeugen dieses einst zahlreichsten sowjetischen O-Bus-Typs. Das Museum des öffentlichen Verkehrs in Moskau sowie das Museum des elektrischen Stadtverkehrs in Sankt Petersburg besitzen je einen fahrtüchtigen und einen nicht-betriebsbereiten MTB-82. Die beiden fahrbereiten Obusse nehmen häufig an Fahrzeugausstellungen teil. In Nischni Nowgorod und Chișinău ist jeweils ein MTB-82, obwohl fahrtüchtig, als technisches Denkmal im Freien aufgestellt. Der Minsker O-Bus-Betriebshof Nr. 1 besitzt ebenfalls einen als Denkmal ausgewiesenen MTB-82. Insgesamt blieben damit sieben MTB-82 erhalten.